# SimpleStay宮島
SimpleStay宮島（しんぷるすてい みやじま）とは広島県廿日市市宮島口一丁目4−14 にある全室個室の宿泊施設である。JR宮島口駅からは近い。

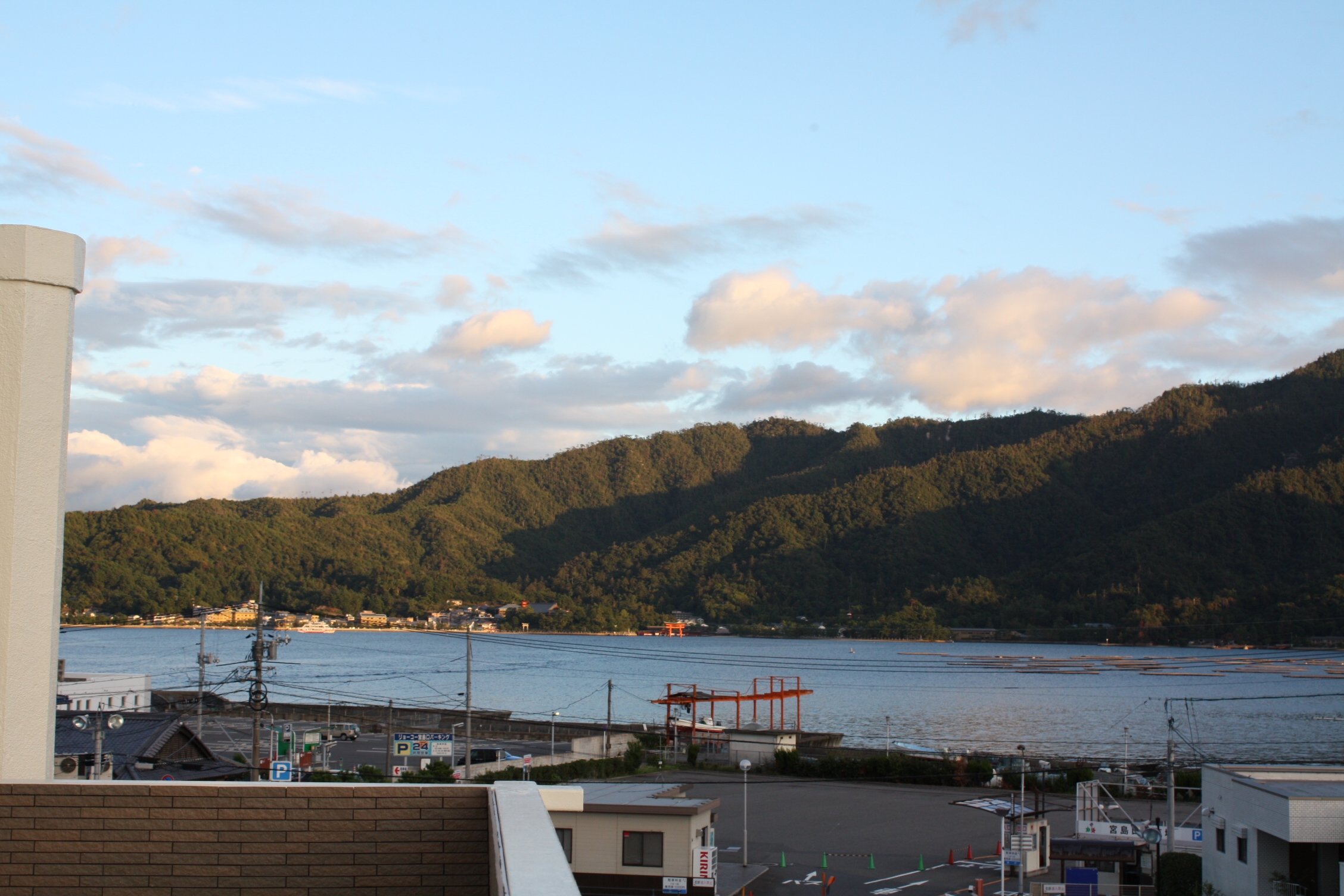
宮島遠景 (貸切風呂のベランダより)

## 概要
閉館した広島宮島口ユースホステルと同じ場所で営業している。
部屋数は18部屋。ベットは2段ベットを使用。各階にシャワー室がある。4階に貸し切り風呂がある。建物の裏側にはバイク、自転車を停めるスペースがある。食事の提供はしていない。

## 館内設備
- 貸し切り風呂
- シャワー室
- 電子レンジ
- 酒類自販機

## 周辺
付近にはJR宮島口駅、広電宮島口駅、宮島行きフェリー乗り場、コインパーキングがある。

## 交通
JR宮島口駅から徒歩3分